# Biztonságos ország
Biztonságos országnak minősül egy ország a menekültek helyzetére vonatkozó 1951-es genfi egyezmény és az Európai Unió menekültügyi eljárásokról szóló irányelve szerint akkor, ha az államban demokratikus rendszer működik, továbbá:
- nem tapasztalható üldöztetés,
- nem alkalmaznak kínzást, sem kegyetlen, embertelen vagy megalázó bánásmódot vagy büntetést,
- nem fenyeget erőszak,
- és nem áll fenn fegyveres konfliktushelyzet.

Magyarországon a 191/2015. (VII. 21.) számú kormányrendelet határozza meg a biztonságos származási és biztonságos harmadik országok listáját. (Harmadik országnak hívják azokat az országokat, amelyeken a menedékkérő keresztülutazott, és ott lehetősége lett volna a nemzetközi védelem igénybevételére.) Eszerint biztonságos országnak minősülnek:
- az Európai Unió tagállamai,
- az Európai Unió tagjelölt államai (Albánia, Macedónia, Montenegró, Szerbia), Törökország kivételével,
- az Európai Gazdasági Térség tagállamai,
- az Amerikai Egyesült Államok halálbüntetést nem alkalmazó tagállamai, továbbá
- Svájc,
- Bosznia-Hercegovina,
- Koszovó,
- Kanada,
- Ausztrália,
- Új-Zéland.

A rendelet kimondja, hogy ha a menedékkérő származási országa szerepel a fenti listán, akkor a menekültügyi eljárásban bizonyíthatja, hogy az ő egyéni esetében a származási országa nem felel meg a biztonságos származási országokra meghatározott feltételeknek.